# 커맨더맨
커맨더맨은 대한민국의 음악 그룹이다. 2023년 싱글 [Back To The Future]로 데뷔했다.

## 음반
- Back To The Future (2023)
- 우리들이 만들어갈 이야기 (2023)